# بوزانطی
بوزانطی (به عربی: بوزانطی) یک روستا در سوریه است که در ناحیه سلقین واقع شده‌است. بوزانطی ۹۸ نفر جمعیت دارد.